# Matthew Margeson
Pour les articles homonymes, voir Margeson.
Matthew Margeson est un compositeur de musiques de films américain né le 9 juin 1980 à Brick Township dans le New Jersey. Il a travaillé au Remote Control Productions de Hans Zimmer, avant de composer des musiques additionnelles pour des compositeurs comme Henry Jackman. Il devient ensuite compositeur principal notamment pour des films de Matthew Vaughn.

## Biographie
Matthew Margeson commence sa carrière en 2004 comme compositeur au studio Remote Control Productions. Il est l'assistant de Klaus Badelt avec qui il a travaillé sur le film Catwoman . En tant que compositeur de la musique additionnelle, il a travaillé pour des compositeurs tels que Steve Jablonsky ( Transformers 2 : La Revanche ) et Henry Jackman ( X-Men : Le Commencement ).
En 2010, il a commence à composer seul. L'une de ses premières œuvres en solitaire est la musique du film Skyline de Greg et Colin Strause.

## Filmographie
Sauf indication contraire, les informations mentionnées dans cette section peuvent être confirmées par la base de données cinématographiques IMDb,  présente dans la section « Liens externes ».

### Cinéma
- 2010 : Lunatics, Lovers & Poets de John Scoular
- 2010 : Burning Palms de Christopher Landon
- 2010 : Kissing Strangers de David Michael Katz
- 2010 : Skyline de Greg et Colin Strause
- 2011 : La Nuit des carottes vivantes (Night of the Living Carrots) (court métrage) de Robert Porter
- 2012 : Le Chat potté : Les Trois Diablos (Puss in Boots: The Three Diablos) (court métrage) de Raman Hui
- 2013 : Kick-Ass 2 de Jeff Wadlow (composé avec Henry Jackman)
- 2015 : Kingsman : Services secrets (Kingsman: The Secret Service) de Matthew Vaughn (composé avec Henry Jackman)
- 2015 : Manuel de survie à l'apocalypse zombie (Scouts Guide to the Zombie Apocalypse) de Christopher Landon
- 2016 : Eddie the Eagle de Dexter Fletcher
- 2016 : Miss Peregrine et les Enfants particuliers (Miss Peregrine's Home for Peculiar Children) de Tim Burton (composé avec Mike Higham)
- 2017 : Le Cercle : Rings (Rings) de F. Javier Gutiérrez
- 2017 : Kingsman : Le Cercle d'or (Kingsman: The Golden Circle) de Matthew Vaughn (composé avec Henry Jackman)
- 2018 : Action ou Vérité (Truth or Dare) de Jeff Wadlow
- 2019 : L'arnaqueuse (Buffaloed) de Tanya Wexler
- 2019 : Rocketman de Dexter Fletcher
- 2020 : Petit Guide de la chasseuse de monstres (A Babysitter's Guide to Monster Hunting) de Rachel Talalay
- 2021 : The King's Man : Première Mission (The King's Man) de Matthew Vaughn (composé avec Dominic Lewis)
- 2022 : Enzo le Croco (Lyle, Lyle, Crocodile) de Josh Gordon et Will Speck

Musiques additionnelles/compositeur assistant
Sur certains films, Matthew Margeson a été compositeur-assistant ou compositeur de la musique additionnelle pour d'autres compositeurs de films comme Hans Zimmer, Henry Jackman :
- 2008 : Le Témoin amoureux de Paul Weiland
- 2008 : Rien que pour vos cheveux (You Don't Mess with the Zohan) de Dennis Dugan
- 2009 : Transformers 2 : La Revanche (Transformers: Revenge of the Fallen) de Michael Bay
- 2011 : Pirates des Caraïbes : La Fontaine de Jouvence (Pirates of the Caribbean: On Stranger Tides) de Rob Marshall
- 2011 : X-Men : Le Commencement (X-Men: First Class) de Matthew Vaughn
- 2011 : Le Chat potté (Puss in Boots) de Chris Miller
- 2012 : Dos au mur (Man on a Ledge) d'Asger Leth
- 2012 : Abraham Lincoln : Chasseur de vampires (Abraham Lincoln: Vampire Hunter) de Timur Bekmambetov
- 2012 : Les Mondes de Ralph (Wreck-It Ralph) de Rich Moore
- 2013 : G.I. Joe : Conspiration (G.I. Joe: Retaliation) de Jon Chu
- 2013 : C'est la fin (This Is the End) de Seth Rogen et Evan Goldberg
- 2013 : Capitaine Phillips (Captain Phillips) de Paul Greengrass
- 2014 : Captain America : Le Soldat de l'hiver (Captain America: The Winter Soldier) d'Anthony et Joe Russo
- 2014 : Into the Woods de Rob Marshall
- 2018 : The Predator de Shane Black

### Télévision
- 2011 : Transformers: Prime (série d'animation) - 21 épisodes
- 2016-2018 : Wrecked : Les Rescapés (Wrecked) (série) - 26 épisodes
- 2019 : Into the Dark (série) - 1 épisode
- 2022 : Pam and Tommy (série) - 8 épisodes
- 2022 : Alice et la pâtisserie des merveilles (Alice's Wonderland Bakery) (série d'animation) - 15 épisodes
- 2023 : Star Wars : Les Aventures des petits Jedi (Star Wars: Young Jedi Adventures) (série d'animation)

### Jeux vidéo
- 2011 : Carnival Island
- 2012 : PlayStation All-Stars Battle Royale
- 2013 : Knack (composé avec Wataru Hokoyama)